# Rotuma (eiland)

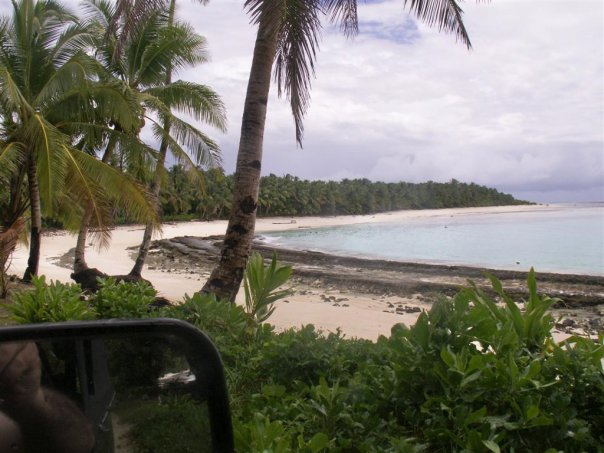
Mofmanu Beach

Rotuma is een eiland in Fiji. De oppervlakte van Rotuma is 46,6 km²; het hoogste punt is 225 meter. Het eiland heeft binnen Fiji een aparte status. Het eiland heeft 2.095 inwoners (2007) die vooral langs de kust wonen. De hoofdplaats is Motusa, een dorp met een duizendtal inwoners.
Bij Rotuma horen nog enkele kleine eilanden die net als Rotuma van vulkanische oorsprong zijn en die samen met het hoofdeiland de archipel Rotuma-eilanden vormen. Het hoogste punt is 256 meter boven zeeniveau. Rotuma is voor een groot deel in gebruik voor de landbouw en er heerst een tropisch klimaat. Er komt slechts één zoogdier voor, de vleermuis Emballonura semicaudata.

## Politieke status
Het eiland is onderdeel van de republiek Fiji en heeft de status van dependency. Het heeft meer zeggenschap op lokale wetgeving dan andere gemeenten in het land. In het Huis van Afgevaardigden van Fiji is één zetel gereserveerd voor een vertegenwoordiger van Rotuma.

## Geschiedenis
Het eiland is voor het eerst gezien door Edward Edwards in 1791. In de negentiende eeuw vestigden zich zeelieden op de eilanden die van schepen waren gedrost, waar ze zich mengden met de lokale bevolking. Methodistische missionarissen kwamen in 1842 uit Tonga om het geloof te verkondigen, in 1847 gevolgd door katholieke paters maristen.
Conflicten tussen deze twee geloofsovertuigingen en tussen lokale stamhoofden uit de zeven districten leidden ertoe dat de gezagdragers in 1879 aan het Verenigd Koninkrijk vroegen het eiland te annexeren. Zeven jaar na de Britse annexatie van de Fiji-eilanden werd dit op 13 mei 1881 een feit. De 13e mei heet sindsdien Rotuma day en is een lokale jaarlijkse feestdag.

## Bevolking
De meeste oorspronkelijke inwoners van het eiland wonen elders in Fiji (ongeveer 10.000), en slechts iets meer dan een vierde deel woont nog op Rotuma. De cultuur van deze Rotumans verschilt ook van de rest van Fiji en is meer verbonden met de Polynesische eilanden die oostelijker liggen.
Bij een volksraadpleging in 1985 stemde 85 procent van de bevolking tegen het openstellen van het eiland voor toeristen. De bevolking groeit met 2,1 procent per jaar. Ongeveer 45 procent van de bevolking werkt in de landbouw en visserij. Het belangrijkste exportproduct is de kokosnoot. Het BNP van Rotuma per hoofd van de bevolking bedraagt $1953.

## Infrastructuur
Er is een onverhard vliegveldje op het eiland, Elsi'o Airport. Een haven ontbreekt. Langs de kust van het eiland lopen enkele wegen, die vaak nog onverhard zijn.